# Déclaration de Philadelphie
Le 10 mai 1944, la Conférence générale de l'Organisation internationale du travail, réunie à Philadelphie, aux États-Unis, a adopté la Déclaration de Philadelphie qui redéfinit les buts et objectifs de l'Organisation internationale du travail.
Cette déclaration, adoptée à l'unanimité par les représentants (délégués des gouvernements, des employeurs et des salariés) s'adresse « à tous les humains » et « insiste sur leur dignité. Elle consacre la reconnaissance à l'échelle internationale de l'importance des questions économiques et sociales, et du fait qu'elles sont indissociables des autres aspects des questions internationales ».

## Déclaration concernant les buts et objectifs de l'Organisation internationale du Travail
La Conférence générale de l'Organisation internationale du travail, réunie à Philadelphie en sa vingt-sixième session, adopte, ce dixième jour de mai 1944, la présente Déclaration des buts et objectifs de l'Organisation internationale du travail, ainsi que des principes dont devrait s'inspirer la politique de ses membres.

### Article I
La Conférence affirme à nouveau les principes fondamentaux sur lesquels est fondée l'Organisation, à savoir notamment :
- le travail n'est pas une marchandise;
- la liberté d'expression et d'association est une condition indispensable d'un progrès soutenu;
- la pauvreté, où qu'elle existe, constitue un danger pour la prospérité de tous;
- la lutte contre le besoin doit être menée avec une inlassable énergie au sein de chaque nation et par un effort international continu et concerté dans lequel les représentants des travailleurs et des employeurs, coopérant sur un pied d'égalité avec ceux des gouvernements, participent à de libres discussions et à des décisions de caractère démocratique en vue de promouvoir le bien commun.

### Article II
Convaincue que l'expérience a pleinement démontré le bien-fondé de la déclaration contenue dans la Constitution de l'Organisation internationale du travail, et d'après laquelle une paix durable ne peut être établie que sur la base de la justice sociale, la Conférence affirme que :
- tous les êtres humains, quels que soient leur race, leur croyance ou leur sexe, ont le droit de poursuivre leur progrès matériel et leur développement spirituel dans la liberté et la dignité, dans la sécurité économique et avec des chances égales ;
- la réalisation des conditions permettant d'aboutir à ce résultat doit constituer le but central de toute politique nationale et internationale ;
- tous les programmes d'action et mesures prises sur le plan national et international, notamment dans le domaine économique et financier, doivent être appréciés de ce point de vue et acceptés seulement dans la mesure où ils apparaissent de nature à favoriser, et non à entraver, l'accomplissement de cet objectif fondamental ;
- il incombe à l'Organisation internationale du travail d'examiner et de considérer à la lumière de cet objectif fondamental, dans le domaine international, tous les programmes d'action et mesures d'ordre économique et financier ;
- en s'acquittant des tâches qui lui sont confiées, l'Organisation internationale du travail, après avoir tenu compte de tous les facteurs économiques et financiers pertinents, a qualité pour inclure dans ses décisions et recommandations toutes dispositions qu'elle juge appropriées.

### Article III
La Conférence reconnaît l'obligation solennelle pour l'Organisation internationale du travail de seconder la mise en œuvre, parmi les différentes nations du monde, de programmes propres à réaliser :
- la plénitude de l'emploi et l'élévation des niveaux de vie ;
- l'emploi des travailleurs à des occupations où ils aient la satisfaction de donner toute la mesure de leur habileté et de leurs connaissances et de contribuer le mieux au bien-être commun ;
- pour atteindre ce but, la mise en œuvre, moyennant garanties adéquates pour tous les intéressés, de possibilités de formation et de moyens propres à faciliter les transferts de travailleurs, y compris les migrations de main-d'œuvre et de colons ;
- la possibilité pour tous d'une participation équitable aux fruits du progrès en matière de salaires et de gains, de durée du travail et autres conditions de travail, et un salaire minimum vital pour tous ceux qui ont un emploi et ont besoin d'une telle protection ;
- la reconnaissance effective du droit de négociation collective et la coopération des employeurs et de la main-d'œuvre pour l'amélioration continue de l'organisation de la production, ainsi que la collaboration des travailleurs et des employeurs à l'élaboration et à l'application de la politique sociale et économique ;
- l'extension des mesures de sécurité sociale en vue d'assurer un revenu de base à tous ceux qui ont besoin d'une telle protection, ainsi que des soins médicaux complets ;
- une protection adéquate de la vie et de la santé des travailleurs dans toutes les occupations ;
- la protection de l'enfance et de la maternité ;
- un niveau adéquat d'alimentation, de logement et de moyens de récréation et de culture ;
- la garantie de chances égales dans le domaine éducatif et professionnel.

### Article IV
Convaincue qu'une utilisation plus complète et plus large des ressources productives du monde, nécessaire à l'accomplissement des objectifs énumérés dans la présente Déclaration, peut être assurée par une action efficace sur le plan international et national, et notamment par des mesures tendant à promouvoir l'expansion de la production et de la consommation, à éviter des fluctuations économiques graves, à réaliser l'avancement économique et social des régions dont la mise en valeur est peu avancée, à assurer une plus grande stabilité des prix mondiaux des matières premières et denrées, et à promouvoir un commerce international de volume élevé et constant, la Conférence promet l'entière collaboration de l'Organisation internationale du travail avec tous les organismes internationaux auxquels pourra être confiée une part de responsabilité dans cette grande tâche, ainsi que dans l'amélioration de la santé, de l'éducation et du bien-être de tous les peuples.

### Article V
La Conférence affirme que les principes énoncés dans la présente Déclaration sont pleinement applicables à tous les peuples du monde, et que, si, dans les modalités de leur application, il doit être dûment tenu compte du degré de développement social et économique de chaque peuple, leur application progressive aux peuples qui sont encore dépendants, aussi bien qu'à ceux qui ont atteint le stade où ils se gouvernent eux-mêmes, intéresse l'ensemble du monde civilisé.